# Бориславо-Покутський покрив
Борисла́всько-Поку́тський покри́в — тектонічна структура, складова частина Передкарпатського прогину.
З південного заходу перекрита структурою Скибового покриву з амплітудою насуву понад 20 км. На північному сході насунута на Самбірський покрив.
Флішовий комплекс крейдового та палеогенового віку складений пісковиками, глинами, мергелями, а неогенові нижні моласи містять конґломерати, пісковики, соленосні глини. Корисні копалини: калійна сіль (Стебницьке родовище), кам'яна сіль (Долинське родовище), нафта (Бориславське, Долинське, Битків-Бабченське), озокерит (Бориславське родовище).